# Claude Barrès
Pour les articles homonymes, voir Barrès.
Claude Barrès est un militaire français, né le 22 mars 1925 à Paris 16e (Seine) et mort le 26 mai 1959 à Tébessa, en Algérie. Son grand-père est l'écrivain nationaliste Maurice Barrès et son père est le journaliste Philippe Barrès.

## Biographie

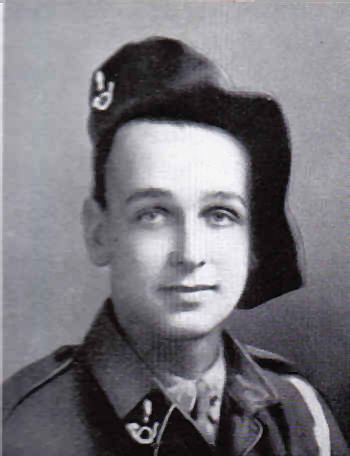
Claude Barrès à l'École des cadets de la France libre

Le 12 septembre 1942, Claude Barrès, âgé tout juste de 17 ans, s'engage dans les Forces françaises libres. Il intègre alors l'École des cadets de la France libre de Ribbesford (Royaume-Uni) au sein de la promotion Corse et Savoie et en sort aspirant. Breveté parachutiste, il rejoint les SAS français et est un temps sous les ordres du commandant Château-Jobert, dit Conan.
Le 15 août 1944, il est parachuté en territoire occupé au nord de Lyon et, à la tête d'un commando, il parvient à infliger d'importants dégâts matériels aux Allemands ce qui lui vaut de recevoir la Médaille militaire.
En avril 1945, il est de nouveau parachuté derrière les lignes ennemies, en Hollande cette fois-ci, et parvient à s'en sortir miraculeusement. À la fin de la guerre, il rejoint le 2e régiment de chasseurs parachutiste SAS à Tarbes. Il quitte ensuite l'armée.
En 1947, il décide de réintégrer l'armée et est affecté à la 2e Brigade coloniale des commandos parachutistes en Indochine. Après un passage à l'État-major opérationnel et au Groupement de commandos mixtes aéroportés, il décide de rejoindre le Bataillon français qui combat en Corée où il est blessé et reçoit la Légion d'Honneur.
En 1953, à la fin du conflit, il part former en Algérie des légionnaires au sein du 3e Bataillon étranger de parachutistes.
Nommé capitaine en 1954 et affecté à l'état-major, il ne pense qu'à une chose : s'engager de nouveau en opération extérieure. Ainsi en 1958, il rejoint le 9e régiment de chasseurs parachutistes dont il commande une compagnie. Les combats sont acharnés et le 26 mai 1959, le Capitaine Claude Barrès est tué en donnant l'assaut, au Djebel Harraba, sur la frontière tunisienne. Près de lui, le lieutenant Jacques Ferrari également du 9° RCP, témoin de la scène, en réchappe miraculeusement.
Il est fait commandeur de la légion d'honneur à titre posthume.

## Décorations
- Commandeur de la Légion d'honneur (décret du 30 juin 1959)[1]
- Médaille militaire (décret du 19 novembre 1945)[1]
- Croix de guerre 1939-1945 (2 citations à l'ordre de l'armée)[1]
- Croix de guerre des Théâtres d'opérations extérieurs (5 citations : 3 à l'ordre de l'armée, 1 à l'ordre du corps d'armée, 1 à l'ordre de la division)
- Croix de la Valeur militaire (2 citations : 1 à l'ordre de l'armée, 1 à l'ordre de la division)[1]
- Médaille commémorative de la campagne d'Indochine
- Médaille commémorative des opérations de sécurité et de maintien de l'ordre
- Médaille des Nations unies pour la Corée

## Postérité
La plus importante promotion d'élèves officiers de réserve de l'École militaire d'infanterie de Cherchell (EMIC), du temps de l'Algérie française (dont plusieurs devaient à leur tour tomber au combat), porte son nom : promotion 102 « Capitaine Claude Barrès » novembre 1960.
La promotion EOR 303 « Capitaine Barrès », instruite entre juin et septembre 1973, l'a également choisi pour parrain tout comme la promotion 31 de l'École militaire inter-armes (EMIA) instruite entre 1991 et 1993